# バーン・イット・ダウン
「バーン・イット・ダウン」（Burn It Down）は、アメリカ合衆国のロックバンド、リンキン・パークによる楽曲で、5作目のスタジオ・アルバム『リヴィング・シングス』からの1stシングル。

## 概要
雰囲気あるエレクトロニックのメロディが終始落ち着いたリズムで進行する。
前2作の政治色は薄まり、よりパーソナルな曲が多くなった。バンドメンバーの個人的な体験を歌詞にしたとマイクは語っている。
アメリカのビルボード・ホット100では最高30位を記録、200万枚以上を売り上げた。ポーランドでは1位、ドイツでは2位を獲得し、最も成功した曲となった。

## ミュージックビデオ
ジョー・ハーンが撮影。2012年のMTVビデオ・ミュージック・アワードで最優秀ロック・ビデオ賞と最優秀視覚効果賞の2部門にノミネートされた。
ファン参加型のミュージックビデオコンテストも開催している。優勝者にはバンドとワーナー・ブラザースから賞金5千ドルが贈られ、世界中のMTVビデオでプレミア上映された。

## 収録
地域ごとにカップリング曲が異なる。日本では2012年5月23日に発売。

### CD
ヨーロッパ盤
1. Burn It Down
2. New Divide (Live)
3. In the End (Live)
4. What I've Done (Live)

日本盤
1. Burn It Down
2. New Divide (Live)
3. In the End (Live)